# Sardinia Vera
La Sardinia Vera è stata una nave traghetto di proprietà della compagnia di navigazione Corsica Ferries - Sardinia Ferries.

## Caratteristiche
Al momento del varo, per l'epoca, si trattava di un progetto piuttosto innovativo poiché la conformazione squadrata della nave, soprattutto a poppa, garantiva più spazio a bordo rispetto ad altre tipologie di traghetti e permetteva di trasportare un maggior quantitativo di passeggeri e veicoli.
La nave è mossa da due motori diesel Krupp-MaK 12M551AK eroganti ciascuno 5178 kW di potenza a 400 giri/min, per un totale di 10356 kW. Grazie ad essi può raggiungere una velocità massima di 18 nodi e trasportare 1500 passeggeri insieme a 480 automobili.
È un traghetto ro/ro dotato di doppia apertura, sia della prua che del portellone a poppa.
I servizi disponibili sono: cabine (31), sala poltrone, ristorante, self-service, bar, caffetteria, una boutique e una sala giochi per bambini, sala video games, negozio, solarium, aria condizionata, stabilizzatori.
Le sistemazioni disponibili sono: poltrona, cabina doppia interna senza oblò, cabina doppia esterna con oblò, cabina quadrupla interna senza oblò, cabina quadrupla esterna con oblò.
Dal 1987 al 1999 sulle fiancate ha avuto solo il nome sardinia ferries in quanto non ancora accorpata a corsica ferries.
Nel 1994 fu dotata di grandi stabilizzatori laterali, il font sardinia ferries sulle fiancate cambiò e apparve la "testa" logo della compagnia sul fumaiolo.
Dal 1995 al 2001 grazie alla nascita del marchio Corsica Shuttle sulle fiancate della nave apparve il nuovo logo seguito dalla scritta "CORSICA SHUTTLE".
Dal 1999, anno in cui si unirono le due compagnie, sulle fiancate sono presenti entrambi i nomi separarti dal logo della "testa".
Dal 2001 al 2006, durante il noleggio alla Transmanche Ferries, vennero dipinti i loghi della compagnia (una "T" verde dentro un cerchio verde) sulle fiancate, sul fumaiolo e sopra la prua. Oltre ai loghi, sulle fiancate vennero dipinti degli uccelli in volo stilizzati e il nome della compagnia per intero.
Nel 2007 durante il noleggio alla Kallisti Ferries, venne dipinto il nome della compagnia sulle fiancate con, in mezzo alle due parole, il logo che venne riportato anche sul fumaiolo.
Nel 2009 gli interni vennero ristrutturati, in linea con quelli delle altre navi della flotta. Torna la livrea completa che mancava dal 2001.
A marzo 2019 presso i cantieri di Genova, venne smontato e riparato il portellone di poppa.

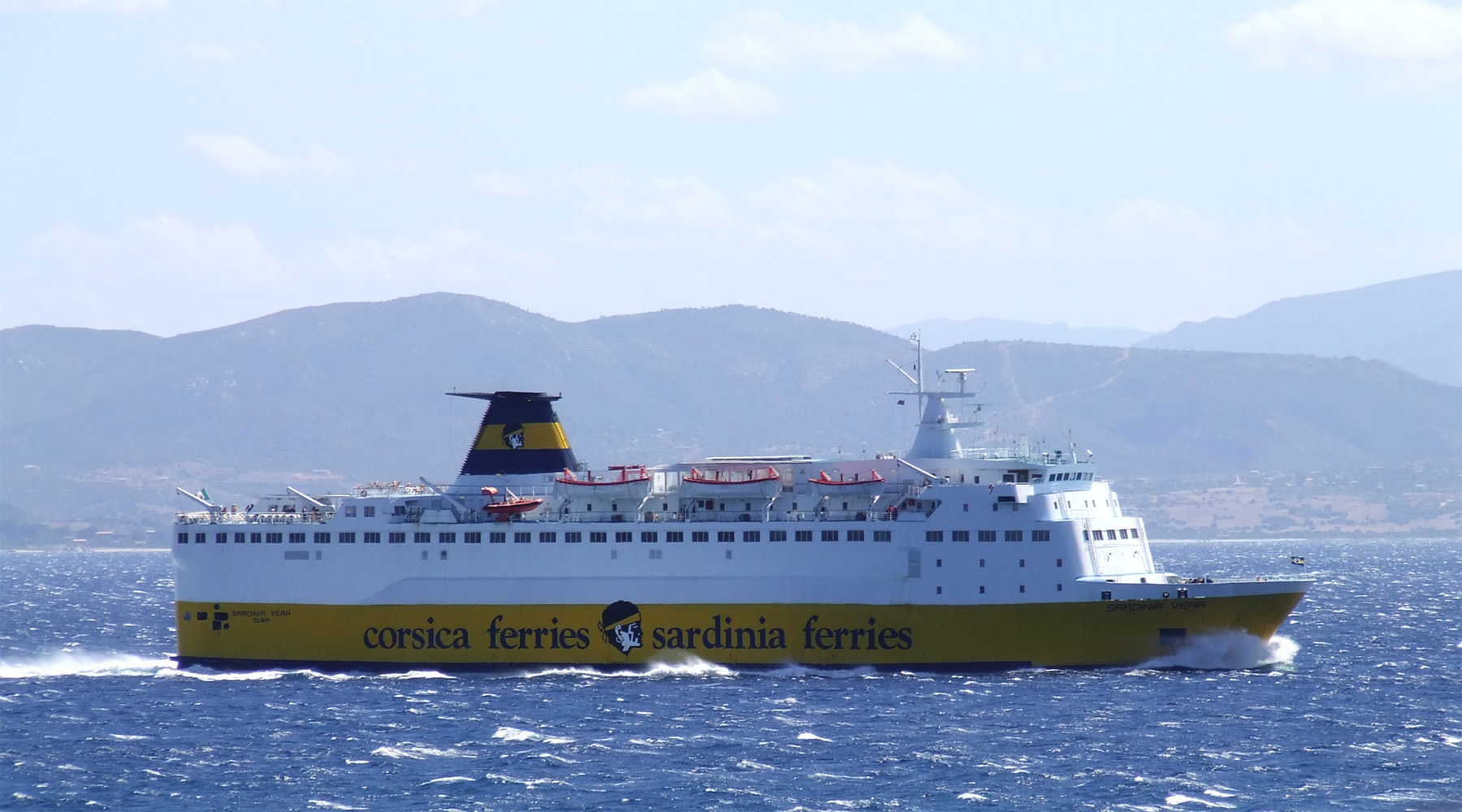
Sardinia Vera in navigazione.

## Servizio
Questa è la terza di una serie di quattro navi gemelle. Venne costruita presso i cantieri navali Rickmers di Bremerhaven, nell'ex Germania Ovest, per conto della compagnia di navigazione svedese Stena Line. Varata il 18 dicembre 1974 con il nome di Stena Atlantica, entrò in servizio nel maggio dell'anno seguente ma fu subito noleggiata alla canadese Marine Atlantic. La nave cambiò nome in Marine Atlantica e fece servizio sui collegamenti tra North Sydney e Port-Aux-Basques insieme alla gemella Marine Nautica. Il traghetto passò definitivamente alla Marine Atlantic nel 1979.
Nel 1986 la nave fu acquistata dalla italo-francese Corsica Ferries. Ribattezzata inizialmente Corsica Vera all'inizio del 1987, a giugno dello stesso anno venne rinominata Sardinia Vera dopo il passaggio a Sardinia Ferries.
Il primo servizio venne svolto sulla tratta Livorno-Olbia a giugno 1987. Dal 1990 la linea diventerà Livorno-Golfo Aranci dopo l'abbandono del porto di Olbia.
Nel 1996, il traghetto, operò sulla tratta Civitavecchia-Golfo Aranci.
Tra marzo 2001 e aprile 2006 la nave fu noleggiata alla compagnia di navigazione Transmanche Ferries. Operò sulla tratta Dieppe-Newhaven dove, il 29 novembre 2001, gli fu impedito di navigare a causa della violazione delle norme di sicurezza e dove, sia nel 2002 che nel 2005, si arenò senza danni significativi.
Ad aprile 2006 tornò in Italia e a maggio ripartì a navigare sulla Civitavecchia-Golfo Aranci.
Dal 2007 al 2009 il traghetto fu noleggiato alla neonata Kallisti Ferries, che lo impiegò per i collegamenti tra Il Pireo e le Isole Cicladi. L'esperienza però si rivelò fallimentare e la nave tornò nella flotta di Corsica Ferries - Sardinia Ferries.

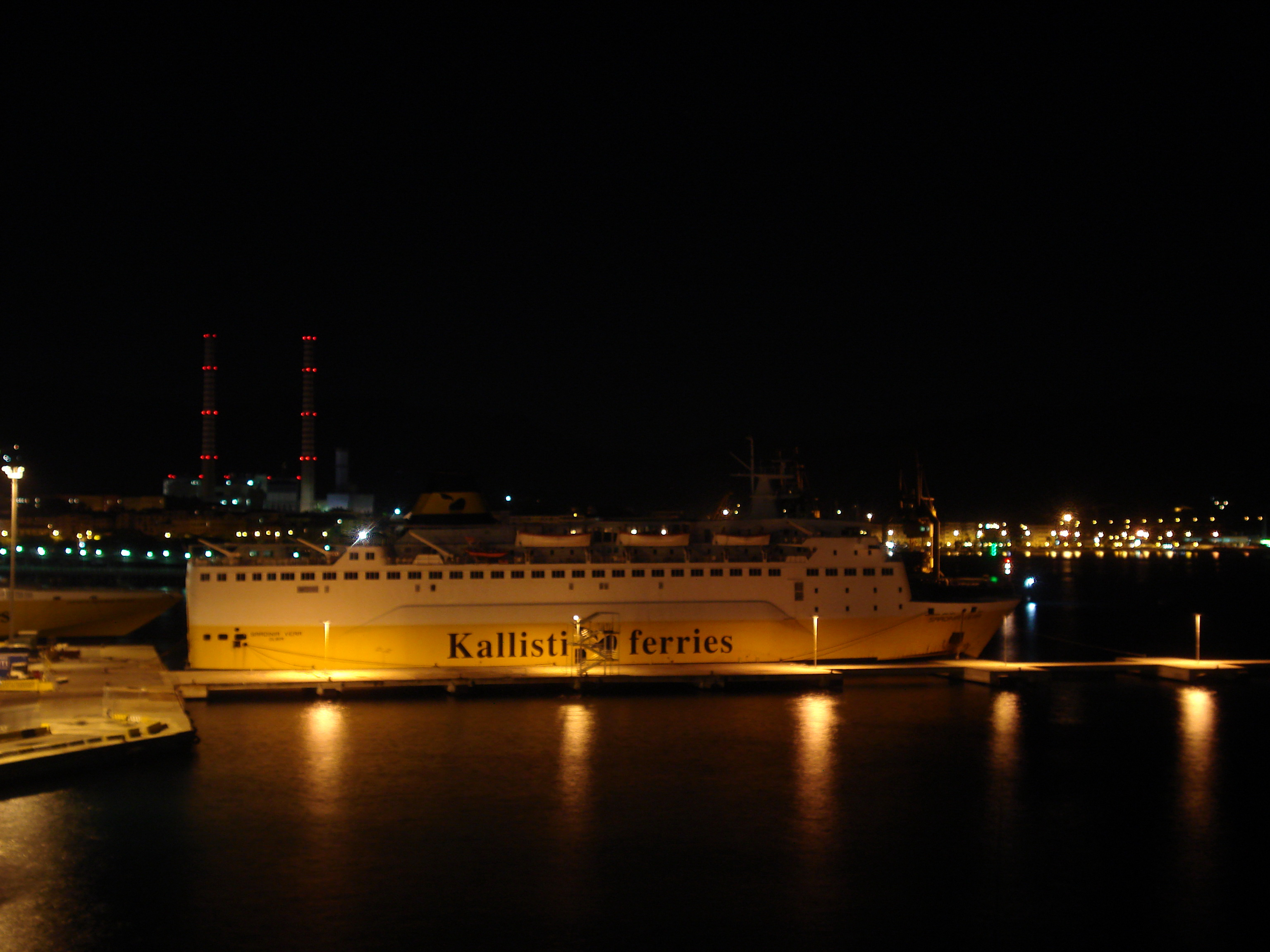
Sardinia Vera con la livrea Kallisti Ferries nel 2007 al Pireo.

Il traghetto rientrò in servizio dalla stagione estiva 2010 sulle tratte Tolone-Nizza, Nizza-Bastia, Livorno-Bastia e Isola Rossa-Calvi visto il grande aumento di passeggeri su queste rotte. Durante l'estate 2012 venne messa in disarmo a Vado Ligure per una minor richiesta stagionale.
Nella stagione estiva 2014 operò sulla Livorno-Golfo Aranci. Da metà 2015, insieme ad altri traghetti della compagnia, rafforzò le linee per la Corsica da Livorno, Nizza e Tolone. Nel mese di Luglio dello stesso anno torna sulle tratte per la Sardegna.
I primi mesi del 2017 venne noleggiata a Baleària operando sulla rotta Valencia-Mostaganem. In questa occasione non cambiò livrea.
Nell'estate 2017 tornò in Italia, operando sulle tratte Piombino-Porto Vecchio, Piombino-Bastia e Piombino-Golfo Aranci.
Nella primavera del 2018 viene noleggiato alla Traghetti delle Isole ed impiegato nei collegamenti tra Trapani e Pantelleria in sostituzione del Lampedusa.
Nelle stagioni estive 2022 e 2023 ha navigato sulla Livorno-Bastia insieme alla gemella Corsica Marina Seconda. In alcuni giorni estivi del 2023 ha servito anche la Piombino-Bastia. Il suo ultimo viaggio commerciale è stato fatto sulla rotta Bastia-Livorno il 26 agosto 2023. 
Il 9 febbraio 2024 si è appreso che la compagnia ha deciso di procedere con la demolizione della nave presso un cantiere di Aliağa in Turchia.
Nel pomeriggio del 26 aprile ha lasciato per l'ultima volta il porto di Vado Ligure ed è partita verso Aliağa. Nel tardo pomeriggio del 2 maggio ha raggiunto Aliağa e si è ancorata al largo dei cantieri di demolizione. La mattina del 4 maggio è stata spiaggiata per iniziare i lavori di demolizione.
A fine 2024 sono stati completati i lavori di demolizione.

## Navi gemelle
- Al Jabara (ex Corsica Marina Seconda e Stena Nautica)
- Moby Vincent (ex Stena Normandica, demolita nel 2024)
- Al Mansour (ex Stena Nordica, demolita nel 2015)